# Dirinaria consimilis
Dirinaria consimilis är en lavart som först beskrevs av Stirt., och fick sitt nu gällande namn av D.D. Awasthi 1970. Dirinaria consimilis ingår i släktet Dirinaria och familjen Caliciaceae.   Inga underarter finns listade i Catalogue of Life.